# Black, Hawthorn and Company
Black, Hawthorn and Company era una società di costruzione di locomotive a vapore sita a Gateshead, nella contea di Tyne and Wear, nel Regno Unito.

## Storia

### I prodromi: la John Coulthard and Son
All'origine della fabbrica era il Quarry Field Works aperto nel 1835 da John and Ralph Coulthard, la cui ragione sociale era John Coulthard and Son presto divenuta R. Coulthard and Company nel 1853 con lo scioglimento della prima. La prima locomotiva, di rodiggio 1-2-0, venne costruita per la York, Newcastle and Berwick Railway e immatricolata da questa con numero 156. Seguirono ulteriori forniture con lo stesso rodiggio e molte 0-3-0.

### Black, Hawthorn & Co
Nel 1865 Ralph Coulthard cedette a William Black e Thomas Hawthorn l'attività; questi si concentrarono sulla produzione di locotender industriali a 2 o 3 assi accoppiati. Le forniture di locomotive riguardarono molte aziende del Nord-Est dell'Inghilterra.

### Cessione dell'attività a Chapman e Furneaux
Nel 1896 dopo una produzione di un migliaio di locomotive l'attività venne ceduta alla ditta Chapman and Furneaux. Nel 1902 anche quest'ultima cessò la produzione cedendo tutte le attrezzature e le infrastrutture alla R & W Hawthorn and Leslie di Newcastle.